# سيرو نافيا (تشيلي)
سيرو نافيا (بالإسبانية: Cerro Navia)‏ هي بلدية تقع في تشيلي في محافظة سانتياغو. يقدر عدد سكانها بـ 148,312 نسمة ومساحتها 11.1 كم2 .